# Tres veranos
 Tres veranos  es una película de Argentina filmada en colores dirigida por Raúl Tosso sobre su propio guion escrito en colaboración con Julio Acosta que se estrenó el 10 de junio de 1999 y que tuvo como actores principales a Esteban Prol, Gonzalo Rey, Nicolás Scarpino y Fabián Gianola.
El proyecto obtuvo en 1995 uno de los 4 subsidios del Instituto Nacional de Cine y Artes Audiovisuales en el rubro Películas de calidad. La película está basada en una historia real y fue filmada parcialmente en Mar de Ajó, se exhibió en la Semana de Preestrenos Argentinos, Proyección 1999 y en el Festival Internacional de Cine Independiente de Buenos Aires.

## Sinopsis
Entre 1973 y 1976, un período de agitación política, tres amigos, a los que luego se les sumará el cuarto, Pimpi, activista de la juventud peronista, alquilan en Mar de Ajó un local por tres veranos para instalar una discoteca. 

## Reparto
- Esteban Prol …Pimpi
- Gonzalo Rey …El Paja
- Nicolás Scarpino …Paco, "El Flaco"
- Fabián Gianola …Mario
- Facundo Saltarelli …El Gordo
- Alberto Busaid …Sargento Medina
- Cristina Murta …Adela
- Roberto Carnaghi …Ricardo
- Mónica Santibáñez …Elsa
- Emilia Mazer …Ana, la comunista
- Pompeyo Audivert …El Bebe
- Eugenia Grifero …Susy
- Carolina Papaleo …Chica del No Sé
- Carlos Godio …Ayudante Soto
- Rodolfo Rodas …Inspector
- Angélica Fraga …Liga de madres
- Federico Staffa …Chico que escapa
- Melena Ghirardo …Paja a los 40 años
- Adriana Mazzotta
- Andrea Moreira
- Paulina Rachid
- Aníbal Carrera
- Chingolo Onoratti
- Hugo Caprari
- Pablo Olivo
- Rubén Carlos Feroglio

## Comentarios
Horacio Bernades en Página 12 escribió:

«En sus mejores momentos…lograser una foto de época. Ese es también su límite, ya que, cuando esa foto se pone en movimiento, el relato trastabilla entre tiempos mal resueltos…, una cámaraque en más de una ocasión parecería no saber qué mostrar y los consabidos lugares comunes que son ya como un reiterado déja-vue del cine argentino .»

Gustavo J. Castagna en El Amante del Cine  escribió:

«Lectura desvaída y esquemática de aquellos tiempos de fervor y lucha.»

América 2 opinó:

«Otra vez la decadencia de las ilusiones de mediados de los ’70…La lograda ambientación por momentos invade las actuaciones, al punto que a veces pareciéramos estar mirando antigüedades como El profesor patagónico…o las parodias creadas por Alfredo Casero .»

Fernando López en La Nación opinó:

«La alusión a la cándida fe de muchos militantes parece prometer una visión más aguda del asunto. Pero después el film se entrega a la nostalgia y termina evocando los días felices de un viaje de egresados que terminó en tragedia.»